# Soziologie der Behinderten
Die Soziologie der Behinderten (auch Soziologie der Behinderung oder Behindertensoziologie) ist eine spezielle Soziologie. Ihr Forschungsgegenstand ist die soziale Wirklichkeit behinderter Menschen. Dabei nimmt sie nicht nur die soziale Konstruktionen von Behinderung in den Blick, sondern auch gesellschaftliche Ursachen von Behinderungen oder Schädigungen und die sozialen Reaktionen auf vermeintliche Abweichungen.
Die Soziologie der Behinderten ist institutionell meist an sonder- und heilpädagogische oder rehabilitationswissenschaftliche Fakultäten angebunden. Im Stammfach Soziologie spielt sie eine eher randständige Rolle, hat jedoch zu einer deutlichen Soziologisierung der einschlägigen pädagogischen Teildisziplinen geführt.
Grundlegende Schriften der Behindertensoziologie stammen von Erving Goffman und Michel Foucault. Die Geschichte dieser speziellen Soziologie nahm im deutschsprachigen Raum 1967 ihren Anfang mit einem Vortrag von Christian von Ferber auf dem 65. Deutschen Fürsorgetag: „Der behinderte Mensch und die Gesellschaft“. 1972 gab dann Walter Thimm den wegweisenden Materialband „Soziologie der Behinderten“ heraus. Für eine Etablierung der wissenschaftlichen Disziplin sorgte schließlich Günther Cloerkes mit seinem, inzwischen dreimal aufgelegten, Lehrbuch „Soziologie der Behinderten. Eine Einführung“. Orientiert an Goffman war die Soziologie der Behinderten in ihren frühen Jahren stark dem interaktionistischen Ansatz verpflichtet. Inzwischen werden auch die Theorien von Niklas Luhmann und Pierre Bourdieu in der sozialwissenschaftlichen Behindertenforschung verwandt.
Einhergehend mit dem demographischen Wandel ist die Inzidenz und Prävalenz älter werdender Behinderter gestiegen.